# Virginie Bovie
 (mars 2025).
Pour les articles homonymes, voir Bovie.
Joséphine-Louise-Virginie Bovie, née en 1824 à Molenbeek-Saint-Jean et morte en 1887 à Ixelles, est une peintre belge et une mécène. En 1870, on l'a décrite comme « bien connue », mais elle est tombée dans l'oubli au xxe et début du xxie siècle et seulement sept de ses plus de 200 œuvres ont été localisées.

## Vie et carrière
Joséphine Louise Virginie Bovie est née à Molenbeek-Saint-Jean (Bruxelles) le 24 octobre 1824 et est morte à Ixelles le 25 avril 1887, en sa demeure du n° 206 de la rue du Trône. 
Virginie Bovie est née dans une famille d’aubergistes et d’hôteliers bruxellois. Son père, François Joseph Bovie, né à Bruxelles en 1777, était le fils d’Henri Bovie, né en 1733 et originaire de Gossoncourt, près de Tirlemont. Cet Henri Bovie était venu s’établir à Bruxelles, ville dont il avait acquis la bourgeoisie en 1757. Il exploita l'auberge In de Borsse van Amsterdam, au Marché-aux-Poulets. Il mourut en 1793 et sa veuve, Barbe Vanhoof, se remaria à Saint-Géry en 1795 à Jean François Sterckx, aubergiste en 1797, puis conseiller de préfecture et sous-préfet à Louvain. Un frère puîné de François Joseph Bovie, prénommé Philippe Joseph, né à Bruxelles en 1781, et qui sera le père du peintre, poète et chansonnier Félix Bovie, avait exploité l’Hôtel de Brabant, au Marché au Charbon, non loin de la Grand-Place, et en avait fait un établissement très renommé. 
François Joseph Bovie s’était marié trois fois, et Virginie Bovie était la dernière de ses enfants. En premières noces, âgé de 20 ans, et alors qualifié de charron, François Joseph épousa à Bruxelles en 1797 Catherine Françoise Rappe qui en avait 19. Elle était la fille du marchand fripier Jacques Joseph Rappe, originaire de Beaurepaire en Hainaut, qui avait obtenu la bourgeoisie de Bruxelles en 1766. Catherine Rappe mourut à Bruxelles en 1803, laissant son mari avec un enfant, un garçon, qui n’avait pas encore trois ans. En secondes noces, en 1807 et à Bruxelles également, François Joseph, toujours charron à l'époque, et demeurant à la rue Saint-Christophe, épousa Marie Thérèse Sterckx, 19 ans, une fille du maçon Jean Sterckx, de la rue du Boulet. Marie Thérèse mourut à Bruxelles en 1818, et avait donné à son mari une fille née en 1810 nommée Josine Nathalie Louise. Enfin, en troisièmes noces, il épousa à Bruxelles en octobre 1822 Susanne Sterckx, née en 1791, la sœur de Marie Thérèse. Il lui fallut obtenir l’autorisation du Roi Guillaume, le souverain du royaume uni des Pays-Bas, car en principe, un mariage avec une belle-sœur est prohibé mais une dispense peut être obtenue dans certains cas. L’autorisation fut donnée, et à l’occasion de ce mariage, les époux légitimèrent Hortence Françoise Joséphine, la fille qui leur était née en ce début d’année 1822. Dans cet acte de mariage François Joseph est qualifié d’hôtelier, à l’Hôtel de la Paix à la rue de la Violette. Enfin, Joséphine Louise Virginie est née à Molenbeek-Saint-Jean le 24 octobre 1824 mais sa mère mourut quelques jours plus tard, le 3 novembre 1824, à Molenbeek-Saint-Jean également, laissant son mari veuf pour la troisième fois et chargé encore de très jeunes enfants. François Joseph vécut jusqu’à un âge avancé pour l'époque et mourut à Saint-Josse-ten-Noode en 1856, dans sa quatre-vingtième année.
Virginie Bovie, ainsi orpheline de mère quelques jours après sa naissance, étudie d'abord le dessin sous la direction de Frans-Karel Deweirdt (1799-1855) avant de rejoindre l'atelier de peinture d'Antoine Wiertz (1806-1865), dont elle aurait repris les « conceptions mégalomanes ». À partir de 1850, elle expose régulièrement ses œuvres dans les salons annuels de Bruxelles, Anvers et de Gand. Il s'agissait de scènes historiques et allégoriques, de portraits ou de pièces de genre. À l'âge de 30 ans, Virginie Bovie avait déjà réalisé deux toiles à grande échelle pour son église paroissiale.
Elle entreprend une tournée en Italie en 1855 avec sa sœur aînée, Louise Bovie, une écrivaine dont les récits ont été publiés à titre posthume en 1870. Sur les 300 peintres, sculpteurs, graveurs et architectes belges qui se sont rendus en Italie pour y étudier entre 1830 et 1914, l'on compte seulement cinq femmes ; Virginie Bovie est l'une des trois femmes dont la présence est attestée avec certitude. Elle visite Rome, Florence, Naples et Venise, obtenant l'autorisation de copier des tableaux dans les galeries de Florence, comme elle le fera plus tard à Paris au Louvre, où, en 1858, elle reproduit Le Radeau de La Méduse par Théodore Géricault. Virginie Bovie a peint plusieurs œuvres sur toile dessinant sur des sujets italiens dont la Femme napolitaine avec enfant (1857), et en a exposé quelques-unes dans le salon de 1866 à Bruxelles et le salon d'Anvers en 1879.
Son père était charron et carrossier puis hôtelier et enfin rentier, et grâce à l'aisance financière de celui-ci et de la famille maternelle de Virginie, elle a été en mesure de rester financièrement indépendante et célibataire toute sa vie. Elle vit à Saint-Josse-ten-Noode et Ixelles, banlieue bruxelloise privilégiée des artistes. Elle vit d'abord à la rue Sans-Souci à Ixelles, puis construit une grande maison au n° 206 de la rue du Trône à Ixelles. Elle y a vécu de nombreuses années avec Louise, qui ne s'est jamais mariée non plus, et a utilisé la maison comme espace d'exposition. Son cousin Félix Bovie, un peintre, et le sculpteur Antoine-Félix Bouré y ont également exposé leurs œuvres. Dans un guide anglophone de 1873 décrivant une visite à pied de six jours de Bruxelles, le Musée Bovie est noté comme étant près du Musée Wiertz.
Virginie Bovie a continué à peindre l'histoire à une époque où elle n'était plus à la mode, mais ses sujets sont très variés. Son indépendance économique et personnelle lui permet de concentrer ses énergies sur sa carrière de peintre. L'historienne de l'art Anne-Marie ten Bokum a conjecturé que Virginie Bovie était lesbienne.
Virginie Bovie avait fait don à l'État après sa mort de son musée privé et de ses œuvres, mais l'État déclina ce legs et permit la vente aux enchères de son contenu. Un catalogue pour la vente aux enchères, tenue en février 1889, a été compilé par Jules de Brauwere.
Virginie et Louise ont eu une troisième sœur, Hortence ou Hortense Bovie, née en 1822, qui a épousé à Saint-Josse-ten-Noode en 1847 François-Joachim-Alexandre Rouen, pharmacien originaire de Tournai, mais cette union fut fort brève : la mort faucha son époux un an plus tard, à Saint-Josse-ten-Noode en décembre 1848. Hortence avait ainsi survécu à son mari et à ses deux sœurs. Hortense Rouen-Bovie, veuve du pharmacien François Rouen, a donné son nom à la rue Rouen-Bovie à Saint-Josse-ten-Noode, partie de la rue des Moissons, qui fut rebaptisée ainsi en 1895 car par son testament elle avait fait un don à la commune pour établir un prix annuel aux meilleurs élèves des écoles communales.

## Œuvre
Le catalogue des ventes aux enchères du domaine recense 170 œuvres d'art de Bovie, en plus des 71 qu'elle avait collectées. On pense qu'elle a produit au moins 204 œuvres, un chiffre anormalement élevé pour une femme à l'époque, mais en 2005, seulement sept d'entre elles ont pu être localisées. En plus de ses grandes peintures historiques et religieuses, dont certaines commandes officielles, son œuvre diversifiée comprend des scènes de la vie contemporaine, des arrangements floraux et des portraits. À la différence des grandes toiles, les œuvres de genre font appel à la sensibilité bourgeoise et permettent une perspective féminine.
Au cours de la première décennie du xxie siècle, La Crucifixion et la Descente de la Croix étaient encore visibles à l'Église Saints-Jean-et-Nicolas à Schaerbeek à Bruxelles. Ces premières peintures montrent l'influence de Wiertz et des maîtres du Baroque Flamand tels que Rubens et de Crayer.
Bovie expose La Visitation et Les Iconoclastes à la Cathédrale d'Anvers au salon d'Anvers en 1861. Un examinateur a fait la remarque suivante :

« Ils montrent des preuves d'études substantielles, une bonne maîtrise de la composition, un grand sens de la couleur - toutes qualités qui sont des motifs d'étonnement chez une femme et dans un siècle où la peinture brille avec plus de grâce que de puissance. »

Par son observation des chefs-d'œuvre vénitiens, son utilisation de la couleur a gagné en chaleur et en luminosité. Au cours de la dernière décennie de sa vie, elle renonce progressivement à la tradition académique de la peinture et son style devient plus libre.
D'autres œuvres connues sont Femme Napolitaine avec Enfant (1857), parmi celles qui s'inspirent de ses voyages en Italie ; L'affranchissement de l'Escaut (1863), un dessin à la craie noire (pierre noire) et sanguine mis aux enchères en Belgique en 2009 ; et un autoportrait (1872).